# Heliophanus hamifer
Heliophanus hamifer là một loài nhện trong họ Salticidae.
Loài này thuộc chi Heliophanus. Heliophanus hamifer được Eugène Simon miêu tả năm 1886.